# Готхолд Ефрајм Лесинг
Готхолд Ефрајм Лесинг (22. јануар 1729 — 15. јануар 1781) је био немачки писац, критичар и теоретичар уметности, један од најзначајнијих поборника европског просветитељства. Аутор прве немачке грађанске драме „Мис Сара Сампсон“, а делом „Лаокон или о границама сликарства и песништва“ поставио темеље модерне естетике.
Позоришни историчари га сматрају првим драматургом у својој улози у Хамбуршком националном позоришту Абела Сајлера.

## Живот
Лесинг је рођен у Каменцу, малом граду у Саксонији, у породици Јохана Готфрида Лесинга и Џастин Саломе Фелер. Његов отац је био лутерански свештеник и писао је о теологији. Млади Лесинг је студирао у Латинској школи у Каменцу од 1737. до 1741. Са оцем који је желео да његов син крене његовим стопама, Лесинг је затим похађао Принчева школа Св. Афра у Мајсену. Након што је завршио школовање у Светој Афри, уписао се на Универзитет у Лајпцигу где је дипломирао теологију, медицину, филозофију и филологију (1746–1748).
Ту је почела његова веза са Каролином Нојбер, познатом немачком глумицом. За њу је превео неколико француских драма, и његово интересовање за позориште је расло. Током тог времена написао је своју прву драму Млади учењак. Нојбер је на крају произвео представу 1748.
Од 1748. до 1760, Лесинг је живео у Лајпцигу и Берлину. Почео је да ради као рецензент и уредник за Vossische Zeitung и других периодичних публикација. Лесинг је успоставио блиску везу са својим рођаком Кристлобом Мајлијусом и одлучио је да га прати у Берлин. Године 1750, Лесинг и Милијус су се удружили да започну периодичну публикацију под називом Beiträge zur Historie und Aufnahme des Theaters. Публикација је објавила само четири броја, али је привукла пажњу јавности и открила да је Лесинг озбиљан критичар и теоретичар драме.
Године 1752, магистрирао је у Витенбергу. Од 1760. до 1765. радио је у Бреславу (данас Вроцлав) као секретар генерала Тауенциена током Седмогодишњег рата између Британије и Француске, који је имао ефекта на Европу. У то време је написао свој чувени Лаокон, или Ограничења поезије.
Лесинг се 1765. вратио у Берлин, напуштајући град 1767. да ради три године у Хамбуршком националном позоришту. Глумац-менаџер Конрад Акерман започео је изградњу првог немачког сталног националног позоришта у Хамбургу, које је основао Јохан Фридрих Левен. Власници новог Хамбуршког националног позоришта ангажовали су Лесинга као позоришног критичара представа и глуме, активности касније познате као драматургија (на основу његових сопствених речи), чиме је Лесинг постао први драматург. Главни покровитељ позоришта био је Абел Зајлер, бивши валутни шпекулант који је од тада постао познат као „водећи покровитељ немачког позоришта”. Тамо је упознао Еву Кениг, своју будућу супругу. Његов рад у Хамбургу чинио је основу његовог пионирског рада на драми под називом Hamburgische Dramaturgie. Нажалост, због финансијских губитака услед пиратских издања, Хамбуршко позориште је затворено само три године касније.
Године 1770, Лесинг је постао библиотекар у војводској библиотеци, сада Библиотеци Херцог Августа (Herzog-August-Bibliothek, Bibliotheca Augusta), у Волфенбителу по налогу војводе од Брунсвика. Његов боравак тамо био је енергичан, ако га прекидају многа путовања. Године 1775, на пример, пратио је принца Леополда у Италију.
Лесинг је 14. октобра 1771. инициран у масонство у ложи „Zu den drei Goldenen Rosen“ у Хамбургу.
Године 1773, открио је Архимедов проблем стоке у грчком рукопису који садржи песму од 44 стиха, у Библиотеци Херцог Августа у Волфенбителу. Овај проблем ће остати нерешен до 1880.
Године 1776, оженио се Евом Кениг, која је тада била удовица, у Јорку (близу Хамбурга). Она је преминула 1778. након што је родила њиховог краткоживећег сина. Дана 15. фебруара 1781, Лесинг, стар 52 године, умро је током посете продавцу вина Анготу у Брунсвику.
Лесинг је такође био познат по пријатељству са јеврејско-немачким филозофом Мозесом Менделсоном. Недавна биографија Менделсоновог унука, Феликса, описује њихово пријатељство као једну од „најсветлијих метафора [за] јасан позив просветитељства на верску толеранцију“. Управо је овај однос подстакао његово интересовање за популарне верске дебате тог времена. Почео је да објављује бурне памфлете о својим веровањима која су на крају забрањена. Ово прогонство га је инспирисало да се врати у позориште како би приказао своје ставове и написао Натана Мудрог.

## Радови
Рано у свом животу, Лесинг је показао интересовање за позориште. У својим теоријским и критичким списима на ову тему — као и у сопственим драмама — покушао је да допринесе развоју новог типа позоришта у Немачкој. Овим се посебно окренуо против тада преовлађујуће књижевне теорије Готшеда и његових следбеника. Лесингова Хамбуршка драматургија је критиковала представе које су се изводиле у Хамбуршком театру, али након што се позабавио незадовољним глумцима и глумицама, Лесинг је своје списе преусмерио на више анализе о правилној употреби драме. Лесинг се залагао за нацрт драме у Аристотеловој Поетици. Веровао је да је Француска академија девалвирала употребу драме кроз своја неокласична правила форме и раздвајања жанрова. Његова поновљена мишљења о овом питању утицала су на позоришне практичаре који су започели покрет одбацивања позоришних правила познатих као Sturm und Drang („Олуја и стрес“). Он је подржавао и озбиљну рецепцију Шекспирових дела. Радио је са многим позоришним групама (нпр. с оном из Нојберина).

## Одабрана дела
- Der Freigeist (The Freethinker) (1749)
- Die Juden (The Jews) (1749)
- Miss Sara Sampson (1755)
- Philotas (1759)
- Fabeln (Fables) (1759)
- Laokoön oder Über die Grenzen der Malerei und Poesie (Laocoön) (1767)
- Minna von Barnhelm (Minna of Barnhelm) (1767)
- Hamburgische Dramaturgie (1767–69)
- Emilia Galotti (1772)
- Anti-Goeze (1778) (written against Johann Melchior Goeze, pastor in Hamburg)
- Nathan der Weise (Nathan the Wise) (1779)
- Ernst und Falk – Gespräche für Freymäurer (1776–1778)
- Die Erziehung des Menschengeschlechts (The Education of the Human Race) (1780)

### Преводи на енглески
- Fables and epigrams. London, Printed for J.& H.L. Hunt, 1825.
- Laocoon: or, The limits of Poetry and Painting, translated by William Ross. London, Ridgeway, 1836.
- Nathan the Wise: a dramatic poem in five acts, translated by Adolph Reich. London, A. W. Bennett, 1860.
- Nathan, the Wise. A dramatic poem of five acts, translated by Dr. Isidor Kalisch. New York, Waldheimer & Zenn, 1869.
- The Education of the Human Race, translated by Fred W. Robertson, M.A.. London, C.K. Paul & Co., 1881.
- Plays of Lessing: Nathan the Wise and Minna von Barnhelm, translated by Ernest Bell. London, G. Bell, 1888.
- Selected prose works of G. E. Lessing, translated by E. C. Beasley, B. A., and Helen Zimmern. London, G. Bell and sons, 1890.
- Lessing’s Emilia Galotti, with footnotes and vocabulary; New York, Hinds & Noble, 1899.
- Lessing’s Nathan der Weise, with footnotes and vocabulary. New York, Hinds & Noble, 1899.
- Laocoon. An essay upon the limits of painting and poetry: With remarks illustrative of various points in the history of ancient art, translated by Ellen Frothingham. Boston, Little, Brown, 1904.
- Laocoon, translated by Sir Robert Phillimore, London, G. Routledge & sons, 1905.
- Minna von Barnhelm, edited with an introduction, German questions, notes and vocabulary, by Philip Schuyler Allen. New York, Charles E. Merrill Co., 1907.
- Minna von Barnhelm; or, Soldier’s fortune translated by Otto Heller. New York, H. Holt and company, 1917.
- Nathan the Wise; a dramatic poem in five acts, translated and edited by Leo Markun. Girard, Kan., Haldeman-Julius Co., 1926.
- Laocoon, Nathan the Wise, Minna von Barnhelm, translated by William A. Steel. London, J. M. Dent & sons, ltd.; New York, E. P. Dutton & co., inc., 1930.
- Nathan the Wise, translated by Berthold August Eisenlohr. Ann Arbor, Mich., Lithoprinted by Edwards Brothers, inc., 1942.
- Nathan the Wise, translated by Guenther Reinhardt. Brooklyn, Barron's Educational Series, inc., 1950.
- Nathan the Wise; a dramatic poem in five acts, translated into English verse by Bayard Quincy Morgan. New York, Ungar, 1955.
- Theological Writings; Selections in Translation with an Introductory Essay, by Henry Chadwick. London, A. & C. Black, 1956.
- Lessing's Theological Writings. Selections in Translation, edited by Henry Chadwick. Stanford: Stanford University Press, 1957.
- Emilia Galotti: a tragedy in five acts, translated by Anna Johanna Gode von Aesch. Great Neck, N.Y., Barron's Educational Series, inc., 1959.
- Emilia Galotti, a tragedy in five acts, translated by Edward Dvoretzky. New York, Ungar, 1962, reprinted German Book Center, 2003.
- Hamburg dramaturgy, translated by Victor Lange. New York, Dover Publications, 1962. Reprint of Helen Zimmern's 1890 translation.
- Laocoon: an essay on the limits of painting and poetry, translated by Edward Allen McCormick. Indianapolis, Bobbs-Merrill, 1962.
- Minna von Barnhelm: a comedy in five acts, translated by Kenneth J. Northcott. Chicago, University of Chicago Press [1972]
- Nathan the Wise, Minna von Barnhelm, and Other Plays and Writings, edited by Peter Demetz with a Foreword by Hannah Arendt. New York: Continuum, 1991.
- Nathan the Wise, with Related Documents, translated, edited, and with an introduction by Ronald Schechter. Boston/New York: Bedford/St. Martin's, 2004.
- Philosophical and Theological Writings, edited by H. B. Nisbet. Cambridge: Cambridge University Press, 2005.